# Wester-Koggenland

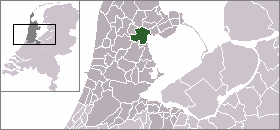
Wester-Koggenlands läge

Wester-Koggenland var en kommun i provinsen Noord-Holland i Nederländerna. Kommunens totala area var 63,15 km² (där 2,85 km² var vatten) och invånarantalet var på 13 901 invånare (2004). Sedan 2007 ingår Wester-Koggenland tillsammans med Obdam i kommunen Koggenland.